# Гараев, Ясин Микаил оглы
Гараев Ясин Микаил оглы (род. 22 мая 1946, Далляр Джырдахан, Шамхорский район) — азербайджанский театральный и телевизионный актер, второй режиссер, Народный артист Азербайджана (2006), лауреат премии «Гызыл Дервиш».

## Биография
Ясин Гараев родился 22 мая 1946 года в селе Деллар Джырдахан Шамкирского района Азербайджана. В 1973 году окончил факультет музыкальной комедии Азербайджанского государственного института искусств. Начал творческую деятельность в Государственном театре молодежи Азербайджана. На сцене данного театра исполнил следующие роли:
- Ашиг Вели, Махмуд — («Гаджи Гямбяр», Наджаф-бек Вазиров)
- Джалал — («Поэма Комсомола», Искендер Джавадов)
- Владимир Куликов — («Не забывайте», Юсиф Азимзаде)
- Эльшад — («Городской парень», Гейбулла Расулов)
- Азиз — («За здоровье», Иса Меликзаде)
- Каракыши — («Приходи, родной, будем родственниками», Иса Меликзаде)
- Гулу — («Жадный», Сулейман Сани Ахундов)
- Азер — («Махмуд и Марьям», Эльчин)
- Эфлатун — («Смертный приговор», Эльчин)
- Гелендеров — («Произошедшие события», Акшин Бабаев)
- Гафар — («Панноча госпожа спит», Сулейман Рустам)
- Эми — («Покойница бабушки», Ахмед Оруджов)
- Кюрен — («Головная боль», Гусейнбала Мирламов)
- Гафар — («Панноча госпожа спит», Сулейман Рустам)
- Ашык Вели — («Дождь, дождь и брошенный камень», Наджаф бей Вазиров)
- Мистер Бамбл — («Приключения Оливера Твиста», Ч. Диккенс)
- Хаджи Кара — («Хаджи Кара», Мирза Фатех Ахундзаде)
- Везир — («Алинджа крепость», Дильсуз)
- Балаэми — («Песня Сары-Кюль и Валехин», И. Афендиев)
- Бульмаг — («Родственники» В. Шукрайев, А. Амирли)

## Награды
- Заслуженный артист Азербайджана (1991)
- Народный артист Азербайджана (2006)
- Президентская премия (2012, 2014, 2015)[3][4]
- Медаль «Артист» (2016) от Азербайджанской ассоциации театральных работников[5]
- Персональная премия Президента Республики Азербайджан (2016)[6]

## Фильмография
1. «Дьявол перед глазами» (1987)
2. «Вальс для белых лошадей» (1987) (телевизионный фильм полного метража)
3. «Долгая ночь» (1996)
4. «Диван победителей» (1997)
5. «Развод» (1998)
6. «В Багдаде есть почта» (2000)
7. «Давайте будем родственниками» (2001)
8. «Попутчики» (2003)
9. «Награда» (2004)
10. «Земля» (2005)
11. «Урок власти» (2007)
12. «Гость из Лапландии» (2009)
13. «Наша теща» (сериал, 2015)
14. «Тайна одной шаланги» (2018)
15. «Карагёз» (2018)